# Merinizzata Italiana
Merinizzata Italiana là một giống cừu nội địa từ miền nam nước Ý. Đây là một giống cừu hiện đại, được tạo ra trong nửa đầu thế kỷ XX hoặc trong những thập kỷ gần đây bằng cách lai giống của cừu bản xứ Gentile di Puglia và Sopravissana với giống cừu Merino nhập khẩu như cừu Berrichon du Cher và Île-de-France của Pháp, và cừu Merinolandschaf của Đức. Mục đích của việc này là để sản xuất một giống cho sản lượng thịt tốt mà không phải hy sinh chất lượng len. Giống cừu Merinizzata Italiana được nuôi dưỡng chủ yếu ở Abruzzo, chủ yếu ở các tỉnh L'Aquila và Teramo, với số lượng nhỏ ở các vùng lân cận.
Giống cừu Merinizzata Italiana là một trong mười bảy giống cừu Ý tự phát triển, với một sách phả hệ được lưu giữ bởi Associazione Nazionale della Pastorizia, Hiệp hội các nhà lai tạo cừu quốc gia Ý. Năm 2000, tổng số cá thể của giống này được ước tính là 600.000 con, trong đó 19.000 con đã được đăng ký trong cuốn sách, vào năm 2013 con số ghi nhận trong cuốn sách này là 27.260 con.
Cừu Merinizzata Italiana non thường được cai sữa sau 6–7 tuần, và sau đó bị giết mổ, với trọng lượng 10–15 kg. Cừu đực sản xuất khoảng 4,5 kg len, cừu cái sản xuất khoảng 2,5 kg len; len có chất lượng tốt, với đường kính sợi từ 18 đến 26 micron.